# سرجیو روستی موروسینی
سرجیو روستی موروسینی (انگلیسی: Sergio Rossetti Morosini؛ زادهٔ ۱۹۵۳ (۷۱–۷۲ سال)) نقاش، و مجسمه‌ساز اهل ایالات متحده آمریکا است.